# Lilian Jackson Braun
Pour les articles homonymes, voir Braun.
Lilian Jackson Braun, née le 20 juin 1913 et morte le 4 juin 2011, est une journaliste et écrivaine américaine.

## Biographie
Elle est l'autrice de 30 romans mettant en scène Jim Qwilleran, journaliste et alcoolique repenti, qui adopte successivement deux chats siamois. Kao K'o Kung dit Koko (le mâle), se révélera doté de paires de vibrisses supplémentaires, peut-être liées à des facultés particulières : Koko a en effet pour habitude de pousser des hurlements lorsqu'une connaissance de son maître est assassinée et, en outre, ne cesse de faire tomber des étagères de la bibliothèque un livre dont le titre est censé aider Qwilleran à résoudre l'énigme en cours.
L'action des trois premiers romans, écrits dans les années 1960, et du quatrième roman, se déroule dans une métropole des États-Unis non précisée, (fortement inspirée de Détroit, où l'auteur a longtemps vécu et travaillé), plus tard désignée sous le vocable du Pays d'en-Bas.
Lilian Jackson Braun interrompt sa série avant de la reprendre en 1986 avec le Chat qui voyait rouge, roman à partir duquel la série devait rencontrer un succès jamais démenti. La série s’éloignant alors du style hardboiled, pour rejoindre le rang des cosy crimes.
À partir du cinquième roman (le Chat qui jouait Brahms), les histoires sont transposées, pour la plupart, dans un lieu imaginaire, le Comté de Moose, situé « à 600 km au nord de partout » et qui accumule les clins d'œil au véritable Comté de Huron, dans le Michigan, et à sa capitale Bad Axe.
Jim Qwilleran, ayant hérité d'une fabuleuse fortune léguée par une amie de sa mère défunte, s'installe avec ses deux chats, Koko et Yom-Yom, à Pickax City, capitale du comté, d'abord dans les dépendances d'une ancienne maison de maître, puis dans une grange à pommes monumentale, de forme octogonale. Il choisit de confier la gestion de sa fortune à la Fondation Klingenschoen, préférant se consacrer à la rédaction de sa chronique bi-hebdomadaire dans le Quelque chose du comté de Moose et à se créer des relations dans ce nouveau cadre de vie. La résolution des énigmes sert en fait de prétexte à la description d'une certaine vie provinciale américaine, sans doute idéalisée.

## Liste des romans
1. 1966 : Le Chat qui lisait à l'envers (The Cat Who Could Read Backwards) [n° 10/18 : 2278], réédition sous le titre Il faut savoir miauler à temps coll. « Le Masque » no 1131 (1970)
2. 1967 : Le Chat qui mangeait de la laine (The Cat Who Ate Danish Modern)  [n° 10/18 : 2279]
3. 1968 : Le Chat qui aimait la brocante (The Cat Who Turned on and Off)  [n° 10/18 : 2280]
4. 1986 : Le Chat qui voyait rouge (The Cat Who Saw Red)  [n° 10/18 : 2188]
5. 1987 : Le Chat qui jouait Brahms (The Cat Who Played Brahms)  [n° 10/18 : 2189]
6. 1987 : Le Chat qui jouait au postier (The Cat Who Played Post Office)  [n° 10/18 : 2245]
7. 1988 : Le Chat qui connaissait Shakespeare (The Cat Who Knew Shakespeare)  [n° 10/18 : 2246]
8. 1988 : Le Chat qui sniffait de la colle (The Cat Who Sniffed Glue)  [n° 10/18 : 2303]
9. 1989 : Le Chat qui inspectait le sous-sol (The Cat Who Went Underground)  [n° 10/18 : 2321
10. 1990 : Le Chat qui parlait aux fantômes (The Cat Who Talked to Ghosts)  [n° 10/18 : 2350]
11. 1990 : Le Chat qui vivait haut (The Cat Who Lived High)  [n° 10/18 : 2387]
12. 1991 : Le Chat qui connaissait un cardinal (The Cat Who Knew a Cardinal)
13. 1992 : Le Chat qui déplaçait des montagnes (The Cat Who Moved a Mountain)
14. 1991 : Le Chat qui n'était pas là (The Cat Who Wasn't There)
15. 1993 : Le Chat qui allait au placard (The Cat Who Went into the Closet)
16. 1994 : Le Chat qui jouait aux dominos (The Cat Who Came to Breakfast)
17. 1995 : Le Chat qui donnait un coup de sifflet (The Cat Who Blew the Whistle)
18. 1996 : Le Chat qui disait cheese (The Cat Who Said Cheese)
19. 1997 : Le Chat qui flairait une piste (The Cat Who Tailed a Thief)
20. 1998 : Le Chat qui parlait aux oiseaux (The Cat Who Sang for the Birds)
21. 1998 : Le Chat qui regardait les étoiles (The Cat Who Saw Stars)
22. 1999 : Le Chat qui volait une banque (The Cat Who Robbed a Bank)
23. 2001 : Le Chat qui flairait l'embrouille (The Cat Who Smelled a Rat)
24. 2002 : Le Chat qui remontait la rivière (The Cat Who Went up the Creek)
25. 2003 : Le Chat qui cassait la baraque (The Cat Who Brought Down the House)
26. 2004 : Le Chat qui parlait dindon (The Cat Who Talked Turkey)
27. 2004 : Le Chat qui jetait des peaux de banane (The Cat Who Went Bananas), Goncourt des animaux
28. 2006 : Le Chat qui faisait la bombe (The Cat Who Dropped a Bombshell)
29. 2007 : Le Chat qui avait un don (The Cat Who Had 60 Whiskers)
30. 2008 : (The Cat Who Smelled Smoke) roman inachevé

En dehors de la série, mentionnons un recueil de quatorze nouvelles, dont cinq avaient été initialement publiées dans l'Ellery Queen's Magazine, entre juin 1962 et mars 1968, et qui n'ont de commun avec la série que le « caractère félin » :
- 1988 : Le Chat qui racontait des histoires (recueil de 14 nouvelles) (The Cat Who Had 14 Tales)

Il existe également : 
- septembre 2003 : Légendes du comté de Moose (Short and Tall Tales: Moose County Legends Collected by James Mackintosh Qwilleran), un recueil de contes et histoires du comté de Moose, racontés par « Qwill »
- octobre 2003 : La Vie secrète du chat qui... (The Private Life of the Cat Who… Tales of Koko and Yum Yum from the Journal of James Mackintosh Qwilleran), journal intime de Jim Qwilleran

En France, ces livres sont publiés, dans le désordre pour les sept premiers volumes, au format poche par les éditions 10/18 dans la collection Grands détectives. Les couvertures de ses livres sont illustrées par des dessins de Louis Wain, artiste anglais réputé pour ses représentations anthropomorphiques de chats.

## Ouvrages inspirés par la série
La série a donné l'idée à un écrivain américain, Robert Kaplow (en), d'écrire une parodie intitulée The Cat Who Killed Lilian Jackson Braun (non traduit en français), dans lequel James Qafka et ses chats Ying-Tong et Poon-Tang enquêtent sur le meurtre de Lilan Jackson Braun. Certains connaisseurs de l'univers de Lilian Jackson Braun ne semblent pas apprécier outre mesure le caractère un peu iconoclaste du roman, tandis que d'autres, peut-être plus mesurés, le qualifient simplement de « satire féroce ». Ce roman dépasse d'ailleurs l'univers habituel de la romancière, avec un certain nombre d'allusions à divers auteurs de romans policiers, sans compter les apparitions fugitives, en « guest stars », de personnalités américaines « médiatisées ».
Sharon A. Feaster a également écrit un The Cat Who…Companion, sorte de condensé de l'univers de Jim Qwilleran, des chats, du comté de Moose.
Robert J., Jr. Headrick a écrit un The Cat Who… Quiz Book.
Enfin, Julie Murphy et Sally Abney Stempinski se sont associées pour écrire un The Cat Who…: Cookbook